# Battlefield Vietnam
Battlefield Vietnam es un videojuego de disparos en primera persona, el segundo de la serie Battlefield después de Battlefield 1942. El juego fue desarrollado por la empresa canadiense EA Digital Illusion CE y publicado por Electronic Arts. Battlefield Vietnam tiene lugar durante la guerra de Vietnam y presenta una gran variedad de mapas basados en escenarios históricos, como la Ruta Ho Chi Minh, la Batalla de Huế, el Valle de Ia Drang, la Operación Flaming Dart, el Sitio de Khe Sanh y la Caída de Saigón.  

## Argumento
Battlefield Vietnam tiene los mismos objetivos que Battlefield 1942. En la mayoría de los mapas, el objetivo es ocupar puntos de control alrededor del mapa para permitir que aparezcan jugadores de tu equipo y vehículos controlables. Battlefield Vietnam presenta una forma revolucionaria de guerra asimétrica en los videojuegos. 
Los dos equipos (EE. UU. y norvietnamita) reciben kits y vehículos muy diferentes, lo que hace que EE. UU. dependa más de los vehículos pesados y que los vietnamitas dependan más de las tácticas de infantería. Los EE. UU., por ejemplo, poseen tanques pesados, helicópteros y bombarderos, mientras que los vietnamitas se ven obligados a depender de armas antitanque/antiaéreas para detener al lado estadounidense. El juego está destinado a reflejar las condiciones reales de la guerra. Se implementó una característica de "Sipi Hole" para los vietnamitas, un punto de regeneración, representativo de las vastas redes de túneles que los vietnamitas usaron en la guerra real, para equilibrar el juego.  
Battlefield Vietnam presenta a los Estados Unidos, con la Infantería de Marina, el Ejército y la Armada, Vietnam del Sur con el Ejército de la República de Vietnam y Vietnam del Norte con el Ejército Popular de Vietnam y el Viet Cong.
Basado en el motor gráfico de Battlefield 1942 modificado, Battlefield Vietnam tiene muchas características nuevas y mejoradas de su predecesor. El juego le da al jugador una variedad de armas basadas en la guerra. Se presentan varias armas y conceptos contemporáneos, como el rifle de asalto AK-47 y las Estacas Punji. También tiene varias adiciones, como helicópteros que permiten transportar vehículos y, mientras estás en un vehículo, reproducir la radio del vehículo, que presentaba música de la década de 1960. Los jugadores pueden reemplazar la banda sonora del vehículo con sus propias pistas de música. Los jugadores pueden disparar desde el lado del pasajero de los vehículos, en lugar de dejar al jugador indefenso. El juego es uno de los primeros en utilizar un mapa 3D, lo que permite a los jugadores ver iconos que representan la posición de los puntos de control o unidades amigas, lo que le brinda al jugador una mayor conciencia de la situación. El juego se basa enteramente en la guerra de Estados Unidos contra Vietnam del Norte e incorpora un sinfín de armas, menos vehículos que su antecesor (el Battlefield 1942) pero con uno nuevo: los helicópteros. También tiene nuevos mapas y modos de juegos que expanden las capacidades y la interactividad del juego. 

## Armamento
- Pistolas: M1911, Tokarev TT-33, Colt Python

- Rifle de asalto: M16, AK-47, CAR-15, Fusil M14, SKS

- Subfusil: MAT-49

- Ametralladora ligera: Ametralladora ligera Degtiariov, M60, RPD

- Escopeta: Mossberg 500

- Rifle francotirador: SR-25, Fusil de francotirador Dragunov,  M21, M40, Mosin-Nagant

- Lanzacohetes: Lanzagranadas M79, M72 LAW, RPG-7, 9K32 Strela-2, RPG-2, Mortero (arma)

- Explosivos: C-4, TNT, Granada de fragmentacion, Granada Modelo 24

## Bandos
- Resistencia:
Viet Cong, Fuerzas Armadas de la República Democrática de Vietnam.
- Invasores:
Ejército de la República de Vietnam, Ejército de los Estados Unidos, Cuerpo de Marines de los Estados Unidos.

## Música del juego
La siguiente lista indica las canciones incluidas en el juego que pueden ser escuchadas durante las partidas:
| N.º | Título                         | Escritor(es)                 | Duración |  |
| 1.  | «Fortunate Son»                | Creedence Clearwater Revival | 2:21     |  |
| 2.  | «War»                          | Edwin Starr                  | 3:28     |  |
| 3.  | «Nowhere to Run»               | Martha and the Vandellas     | 2:48     |  |
| 4.  | «Wild Thing»                   | The Troggs                   | 2:30     |  |
| 5.  | «Get Ready»                    | Rare Earth                   | 2:48     |  |
| 6.  | «On the Road Again»            | Canned Heat                  | 3:28     |  |
| 7.  | «Shakin' All Over»             | The Guess Who                |          |  |
| 8.  | «Psychotic Reaction»           | Count Five                   | 3:09     |  |
| 9.  | «Hush»                         | Deep Purple                  | 2:30     |  |
| 10. | «All Day and All of the Night» | The Kinks                    | 2:23     |  |
| 11. | «You Really Got Me»            | The Kinks                    | 2:14     |  |
| 12. | «The Letter»                   | The Box Tops                 | 1:58     |  |
| 13. | «Somebody to Love»             | Jefferson Airplane           | 3:01     |  |
| 14. | «I Fought the Law»             | The Bobby Fuller Four        | 2:14     |  |
| 15. | «The Ride of the Valkyries»    | Budapest Symphony Orchestra  |          |  |
| 16. | «Surfin' Bird»                 | The Trashmen                 | 2:24     |  |
| 17. | «White Rabbit»                 | Jefferson Airplane           | 2:31     |  |